# بيير ويليمز
بيير ويليمز (بالهولندية: Pieter Willems)‏ هو عالم لغوي كلاسيكي ومؤرخ هولندي، ولد في 6 يناير 1840 في ماستريخت في هولندا، وتوفي في 23 فبراير 1898 في لوفان في بلجيكا.